# Kempfinówka
Kempfinówka – północno-wschodnia część miasta Bełchatowa w Polsce, w województwie łódzkim, w powiecie bełchatowskim. Rozpościera się w rejonie ulicy Sienkiewicza.

## Historia
Kempfinówka to dawniej samodzielna osada, należąca od reformy gminnej w 1867 roku do gminy Bełchatówek w powiecie piotrkowskim w guberni piotrkowskiej. Od 1919 w woj. łódzkim. 
1 stycznia 1925 wyłączona wraz z Bełchatowem i innymi miejscowościami z gminy Bełchatówek i włączona do restytuowanego miasta Bełchatów.